# Карасукская епархия
Карасу́кская епа́рхия — епархия Русской православной церкви, объединяющая приходы и монастыри в южной части Новосибирской области (в границах Баганского, Доволенского, Здвинского, Карасукского, Кочковского, Краснозерского, Купинского, Ордынского и Чистоозёрного районов). Входит в состав Новосибирской митрополии.

## История
Учреждена решением Священного Синода 28 декабря 2011 года путём выделения части приходов из Новосибирской епархии. Административно включена в состав Новосибирской митрополии.
Управляющим епархией избран игумен Филипп (Новиков), клирик Новосибирской епархии, хиротонисаный во епископа 11 марта 2012 года.
В марте 2016 года портал Православие и мир так описывал жизнь в епархии: «Здесь не замечают экономического кризиса — никогда не жили в достатке. Смертность превышает рождаемость, в деревнях люди часто злоупотребляют алкоголем… Сюда редко едут служить выпускники московских духовных академий. Епархии всего четыре года, но многое уже удалось сделать».

## Архиереи
- Тихон (Емельянов) (28 декабря 2011 — 11 марта 2012) в/у, митрополит Новосибирский и Бердский
- Филипп (Новиков) (11 марта 2012 — 24 июля 2025)
- Никодим (Чибисов) (с 24 июля 2025) в/у, митрополит Новосибирский и Бердский

## Благочиния
- Восточное благочиние (Ордынский район)
- Северное благочиние (Здвинский, Доволенский и Кочковский районы)
- Центральное благочиние (Чистоозёрный, Купинский, Баганский, Карасукский и районы)

## Монастыри
- Мужской монастырь во имя Архистратига Божия Михаила в селе Козиха (мужской)
- Михаило-Архангельский женский монастырь в селе Малоирменка (женский)